# هندريك هاجينز
هندريك هاجينز (10 يونيو 1900 – 8 فبراير 1981) هو مبارز بالسيف هولندي راحل، مثّل بلاده في الألعاب الأولمبية الصيفية 1928.

## روابط رياضية
هندريك هاجينز على موقع اللجنة الأولمبية الدولية (الإنجليزية)
- هندريك هاجينز على موقع أوليمبيديا (الإنجليزية)